# Urso-do-atlas
A nomenclatura urso-do-atlas (Ursus arctos crowtheri) é aplicada a uma extinta população ou populações de urso-pardo na África. Os ursos-pardos foram introduzidos na África levados pelos romanos, que importavam ursos para espetáculos.

## Distribuição e descrição
O Urso-do-atlas foi o único urso africano a sobreviver até os tempos modernos. Habitava a região da Cordilheira do Atlas, ocupando uma área do Marrocos à Líbia, é considerado hoje como extinto. Tinha coloração marrom escura e mancha branca no focinho. A pelagem nas patas, tórax e abdome podiam ser alaranjadas e os pêlos mediam cerca de 10 cm. O focinho e as garras eram menores que a de um urso negro, porém mais robustas. O urso-do-atlas podia medir até 2,70 m e pesar 450 kg. Aparentemente alimentava-se de raízes, bolotas e nozes. O urso-do-atlas tinha hábitos alimentares de um herbívoro, mas como a maioria dos ursos modernos são omnívoros, acredita-se que o Urso-atlas se alimentava de carne também .

## Origem
A origem do Urso-do-atlas é desconhecida, um estudo genético foi incapaz de associar a qualquer urso pardo, mas tem uma fraca porém significante semelhança de DNA mitocondrial com o urso-polar. Ursos polares aparecem em pinturas rupestres em Andaluzia, na Espanha, lugar separado da região da Cordilheira do Atlas por uma pequena área de mar, o que não é muito para um urso polar.